# Orio (Espanha)
Orio é um município da Espanha, na província de Guipúscoa, comunidade autônoma do País Basco. Tem 9,81 km² de área e em 2021 tinha 6 096 habitantes (densidade: 621,4 hab./km²). Limita com os municípios de San Sebastián, Aia e Usurbil.